# 卡-31直升机
KA-31 卡莫夫 - 31（简称卡-31，北约代号 “蜗牛”，“Helix”）是为前苏联海军研制的军用直升机，目前在俄罗斯海軍、印度海軍和中國人民解放軍海軍担任预警机。
卡-31由卡-27机型发展而来。继承了卡莫夫家族之前的设计风格，采用共轴螺旋桨的旋翼设计。一个直观的外观设计是机身下安装有一部预警雷达，这是一个可以折叠收放或者旋转工作的大型雷达。另外，为了避免影响到雷达的工作，采用了可收放的起落架。驾驶舱内笨重的飞行指示系统也得到了更换。

## 设计与开发

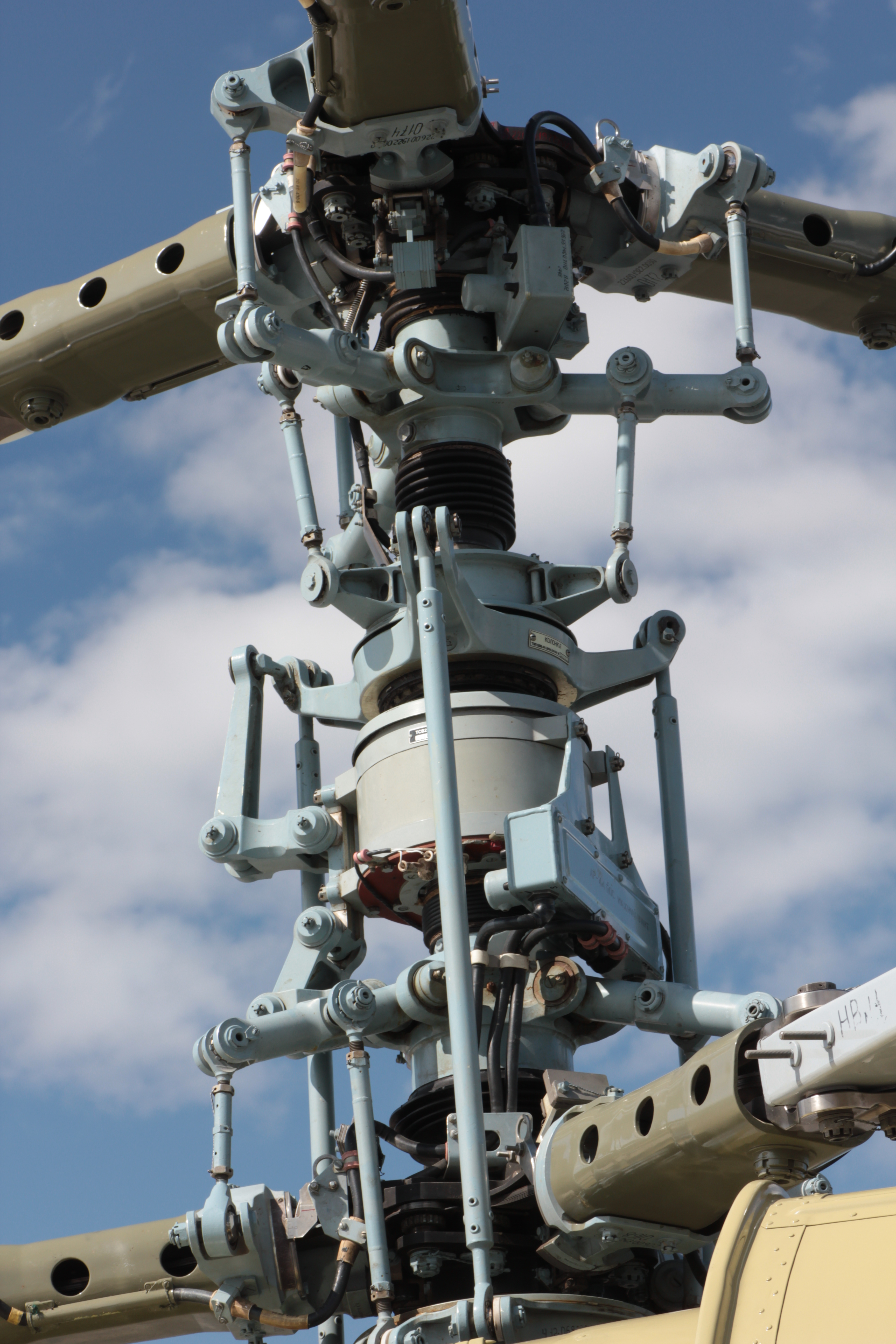
同軸反轉螺旋槳軸近照

卡莫夫设计局联合股份公司（当时的卡莫夫DB），于1980年开始对Ka-31中型海军直升机的开发，并在1987年举行了首飞。该项目的成功直接导致了开发中的安-71型舰载预警飞机的研发计划被取消。安-71是为在苏联海军第一艘真正的航母—库兹涅佐夫海军上将号（当时称为第比利斯号）部署而研制的。安-71被取消也间接导致后来雅克-44项目计划的裁减。（虽然在当时雅克-44项目依然在发展中，并没有马上被取消。）这是因为苏联海军采用了一个头痛医头，脚痛医脚的行为。他们需要一个可以在舰上使用的预警机平台，并开始研究多个可行的搭载平台。

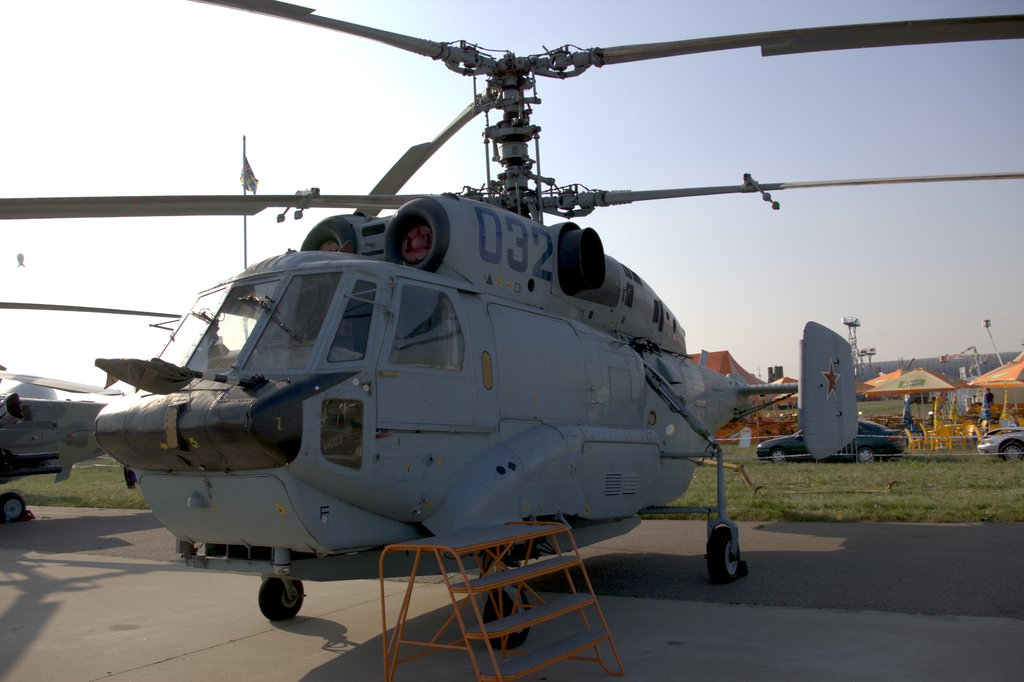
卡-31在2007年的莫斯科航空展上

由于使用舰载直升机而积累的丰富经验，苏联海军最终选择了经过考验并且更加可靠的卡莫夫- 27直升机。卡莫夫设计局此时已经在卡-27的基础上发展出卡-29。下诺夫哥罗德无线电技术研究所（Nizhny Novgorod Radio Engineering Institute）负责安-71的雷达设计工作，同样设计的雷达（适当变化）也被用于预警直升机的研发。因此，这两款机型均计划在1980年安装改型雷达，因此开发出了卡-29RLD。但由于雷达研发的延误，但直到1987年首飞时，雷达的研发还没有完成。生产版本的卡-29RLD/-31版本与其原型的卡-29有很大的不同。
卡-31的特点：
- 取消了笨重的传统飞行仪表，取而代之的是现代化的光电显示屏。
- 座舱比KA-27/29更宽，并安装有2个额外的新型多功能显示器。
- 没有反潜能力。
- 安装有格洛纳斯Kabris12通道的全球定位系统。
- 发动机是采用2台更强大的克里莫夫TV3 -117VMAR。 （卡-27使用的TV3 -117BK）
- 添加TA- 8KA APU为雷达和C4ISR系统提供电源
- 16通道数字通信系统（Link 16，戰術數位資訊鏈路）可以覆盖250英里（400公里）的范围。

### 改进
卡-31相对于卡-29也做了很多改进。比如更换了发动机，增加了额外的APU，最重要的是辅助液压系统的变化。雷达采用下诺夫哥罗德无线电技术研究所设计的E -801M OKO（“眼睛”）。
在发动机排气口间安装了一部由圣彼得堡/列宁格勒电工学院设计的飞行信息记录仪。在雅克-44项目被取消的时候，KA-29RLD/Ka-31具备了指挥与控制能力。
虽然正式编制中该机只配备了一名雷达操作员，但是通过不断地系统升级，使该机具备了空中预警管制机的功能。

## 服役历史
该机型于1987年早期开始试飞和改进，但受到20世纪80年代末和90年代初政治动荡和削减国防预算的困扰。最后只有非常有限的数量，于1995年进入俄罗斯海军的库兹涅佐夫级航空母舰和现代级驱逐舰服役。
印度海军在1999年订购了4架卡-31，并在2001年追加了5架订单。该批次飞机于2002年开始大规模批量生产。首批四架订货于2003年4月进入印度海军服役。第二批在2005年交付。
随着印度海军航母数量减少至一艘，该机型不仅运作于航空母舰和驱逐舰，有时也部署在岸基海军航空兵基地。在印度海军的使用中发现该型飞机的主要缺点，包括巡航范围较小，需要一个额外的战场管理人员。因此，HAL（印度斯坦航空有限公司）希望能开发出一款的直升机对直升机的空中加油系统。此外，在印度服役的飞机安装有一个12通道ABRIS GPS系统接收器，该设备由Kronstad开发，采用差分GPS的设计 。
在后一批次的飞机上装备了数字地形图，地面接近警系统，障碍警告系统，预编航线的自动导航系统，飞行自动稳定系统，航母/基地自动着陆系统和与直升机相关的机身状态信息。

### 用户
俄羅斯
- 俄罗斯海军

 苏联
- 苏联海军 - Ka-29RLD（只装备有原型机）

 印度
- 印度海军

 中国
- 中国人民解放军海军航空兵：早在2010年年初便有消息表示，中華人民共和國海軍获得至少有一架卡-31预警直升机。後續報導稱有9架已被订购，並在2010年11月交付第一架直升机。據稱卡-31一度进驻中國首艘航母——辽宁舰上服役[6][7]，但中方發現該型直升機整體性能根本不敷使用且技術落後而不能融入解放軍航母指揮系統[8][9]，最終借助該直升機的使用經驗研製了直-18J直升機成為中國航艦真正的過渡性預警直升機，卡-31據稱反而集中部署在東部戰區海軍兩棲艦艇支隊上提供預警支援[10][11]。

## 规格(KA -31)
参考资料：AWACS and Hawkeyes: The Complete History of Airborne Early Warning Aircraft
基本信息
- 机组：Two (Pilot+NSO)

性能